# 足龍屬
足龍屬（學名：Kol）是獸腳亞目阿瓦拉慈龍科恐龍的一屬，生存於白堊紀晚期的蒙古。模式種是美足龍（K. ghuva），屬名在蒙古語意為「腳」，而種名意為「美麗的」。
模式標本（編號IGM 100/2011）發現於蒙古的烏哈托喀（Ukhaa Tolgod），當地屬於德加多克塔組（Djadochta Formation），地質年代約7500萬年前。足龍的體型比其他阿瓦拉慈龍類還大，是同時代的鳥面龍的兩倍。足龍只有發現一個完整的足部標本，而鳥面龍的化石相當多、較為完整，這顯示足龍可能是數量相當少見的物種。
由於足龍的化石很不完整，因此很難理解足龍與其他阿瓦拉慈龍類的關係。足龍的第二、第四蹠骨夾住第三蹠骨，形成夾蹠型態，顯示牠們可以快速奔跑；似鳥龍下目與暴龍超科也具有夾蹠型態的足部。原始阿瓦拉慈龍類的足部不是夾蹠型態，例如阿瓦拉慈龍、巴塔哥尼亞爪龍，因此足龍是種衍化的阿瓦拉慈龍類。足龍可能是同時期其他蒙古的阿瓦拉慈龍類的近親。